# سیارک ۲۲۵۲۵۴
سیارک ۲۲۵۲۵۴ (به انگلیسی: 225254 Flury، نامگذاری:2009RL2) دویست و بیست و پنج هزار و دویست و پنجاه و چهارمین سیارک کشف شده‌است که در ۱۰ سپتامبر ۲۰۰۹ کشف شد.